# Brahim Hammouche
Pour les articles homonymes, voir Hammouche.
 (mai 2022).
 (mai 2022).
L'article doit être relu — et modifié si nécessaire — par des contributeurs indépendants pour apporter un regard critique aux contributions effectuées en violation des conditions d'utilisation de Wikipédia, tant sur la forme (notamment concernant le style encyclopédique, la proportionnalité) que sur le fond (la neutralité de point de vue, la qualité et l'indépendance des sources).
Brahim Hammouche, né le 17 mai 1971 à Smaoun (Algérie), est un médecin (généraliste, gériatre, psychiatre) et homme politique français, membre du MoDem.

## Origines
Brahim Hammouche est issue d'une famille nombreuse (fratrie de huit enfants) d'origine ouvrière. Son grand-père est mineur à Audun-le-Tiche et son père sidérurgiste. Né en petite Kabylie en 1971, Brahim Hammouche part le rejoindre, avec le reste de sa famille, dans la vallée de la Fensch en 1973. Il est naturalisé français en 1997.  

## Carrière

### Carrière professionnelle
Il exerce comme chef de service de psychiatrie générale adulte au CHR Metz-Thionville,,.

### Carrière politique
Il adhère au PS au lendemain de l'accession de Jean-Marie Le Pen au second tour de l'élection présidentielle de 2002 et le quitte après les émeutes de 2005, critiquant la « logique néocoloniale, répressive » du parti à l'égard de ces dernières. Passé au MoDem en 2007, il en devient le président départemental de Moselle en décembre 2014,,.  
Il est élu le 18 juin 2017 député de la huitième circonscription de la Moselle avec un score de 58,84 %, face à Hervé Hoff, candidat du Front national. Pendant sa députation, il se tient à l'écart des positions de la majorité présidentielle sur certains sujets de société. Le 5 février 2019, il est ainsi le seul député de la majorité à voter contre le projet de loi anti-casseurs porté par le gouvernement. En novembre de la même année, il critique la décision du président Emmanuel Macron d'avoir accordé une longue interview sur l'islam, l'immigration et l'identité à l'hebdomadaire d'extrême droite Valeurs actuelles : « Tout ramener à l’islam, placer l’extrême droite en situation d’être la seule opposition en 2022, je trouve ça dangereux. »,,. Cependant, il vote à deux reprises en faveur du projet de loi séparatisme en 2021,.  
Au premier tour des législatives de 2022, il est devancé par Laurent Jacobelli, arrivé en tête, et Céline Léger. 